# Fous du Bitume de Villeneuve-la-Garenne
Fous du Bitume de Villeneuve-la-Garenne, surnommé aussi FDB, est un club de roller in line hockey français. Créé en 1995, il regroupe environ 170 adhérents et fait partie de l'AVG de Villeneuve-la-Garenne, dans les Hauts-de-Seine. L'équipe première des FDB joue en championnat Élite depuis la saison 2007—2008. L'équipe est descendue et a joué en N1 en pendant la saison 2016—2017 mais retrouve le championnat Élite en 2017-2018, après son titre de champion de France N1.

## Gymnase Fernand Schwartz
Le terrain est un stilmat de 20 x 40  entouré de balustrades et de filets. Pour les spectateurs, il y a environ 50 places assises.

## Palmarès
| Championnats,                                  | Saisons                                                                     |
| ---------------------------------------------- | --------------------------------------------------------------------------- |
| Ligue Élite                                    | 2018—2019, 2021—2022, 2023—2024                                             |
| Champions de France Nationale 1 seniors hommes | 2007—2008, 2016—2017                                                        |
| Champions de France Nationale 2 seniors femmes | 2008—2009                                                                   |
| Coupe de France                                | 2011—2012, 2018—2019                                                        |
| Vainqueur de la coupe d'Europe (cc)            | 2012—2013                                                                   |
| Champions de France junior U20/U22             | 2013—2014, 2016—2017, 2018—2019                                             |
| Champions de France cadet U19                  | 2010—2011, 2011—2012, 2012—2013, 2014—2015, 2018—2019                       |
| Champions de France minimes U17                | 2009—2010, 2010—2011, 2012—2013, 2016—2017, 2017—2018                       |
| Champions de France benjamins U15              | 2007—2008, 2008—2009, 2010—2011, 2013—2014, 2014—2015, 2015—2016, 2017—2018 |
| Champions de France Poussin U13/TPN            | 2011—2012, 2012—2013, 2015—2016, 2018—2019                                  |

## Effectif Élite saison 2022-2023
| Daniel Brabec      | Gardien   | République tchèque |  |  |
| Gwendal Anglade    | Gardien   | France             |  |  |
| Ruben Assayag      | Gardien   | France             |  |  |
|                    |           |                    |  |  |
| Benjamin Peltier   | Défenseur | France             |  |  |
| Louis Allo         | Défenseur | France             |  |  |
| Florian Schneider  | Défenseur | France             |  |  |
| Valentin Gonzalez  | Défenseur | France             |  |  |
| Théo Ouvrard       | Défenseur | France             |  |  |
| Austin Koss        | Défenseur | États-Unis         |  |  |
| Leon Le Bohellec   | Défenseur | France             |  |  |
|                    |           |                    |  |  |
| Charlie Godano     | Attaquant | France             |  |  |
| Boukari Keita      | Attaquant | France             |  |  |
| Karl gabillet (C)  | Attaquant | France             |  |  |
| Robbie Baillargeon | Attaquant | États-Unis         |  |  |
| Alexandre Naud     | Attaquant | France             |  |  |